# Būjerāsh
Būjerāsh (persiska: بوجراش) är en ort i Iran.   Den ligger i provinsen Hormozgan, i den södra delen av landet, 1 000 km söder om huvudstaden Teheran. Būjerāsh ligger 36 meter över havet och antalet invånare är 125.
Terrängen runt Būjerāsh är varierad.Runt Būjerāsh är det glesbefolkat, med 11 invånare per kvadratkilometer. Närmaste större samhälle är Garīsheh, 11,3 km öster om Būjerāsh. Trakten runt Būjerāsh är ofruktbar med lite eller ingen växtlighet.